# 海安路 (臺南市)
海安路為台灣台南市南北向次要道路之一，位於台南市北區及中西區。南起台南市中西區永華路，北至台南市北區中華北路，全長約3.7公里，台南市道路編號171。其中北起民族路三段、南至府前路的部分路段所進行的海安路地下街工程，對中西區近二十年來的發展影響深遠。

## 行經行政區域
- 北區
- 中西區

## 海安路地下街工程
海安路曾為臺南市最為繁榮之精華商業區域之一，是沙卡里巴的一部分。日治時期公布、二次戰後正式定案並實施的都市計畫中，計畫將海安路劃拓寬為40米、長850米的道路，編號為「公道6」。1992年，時任市長施治明規劃將海安路周圍商家導入地下街經營模式，並進行公道6的拓寬工程及地下街通道鑽挖工程，於是將該路段周邊民宅及原商家土地徵收並拆除，將部分商家暫時遷置於所規劃之府前路二段末段之腹地（今稱新沙卡里巴）。
原本地下街工程欲將台南市西區作為都市化及商業發展的跳板，然因種種因素導致台南市西區商業區加速沒落，形成台南市西區發展之毒瘤瓶頸，自開工至全面通車前近十年（1993年中-2002年底）又稱「沒落的十年」。初通車時原位於民族路三段與海安路二段路口北側南向車道之工程通道孔（原設計為地下街出入口）由鐵皮鋪蓋，當時被稱為「上億元的大洞」。
最後都發局決議把地下街轉型為停車場，2012年開放部分停車，2014年3月28日委外經營。

## 軸帶景觀改造工程
繼海安路1993年開挖地下街後，地下街通風塔、出入口及機車停車場等便佔用道路中央空間，造成車道縮減及有礙市容。在地下街成功轉型為停車場後，台南市府於2017年在海安路二段（府前路至民族路）進行景觀改造工程。市府計畫打造海安路成為「翡翠項鍊綠帶」，於2017年6月26日由時任市長賴清德出席動土典禮，也於同年8月21日開始進行約11個月的施工。改造工程分為三期：第一期工程（府前路至中正路）於2017年12月8日完工，第二期工程（中正路至民生路）於2018年2月12日完工，第三期工程（民生路至民族路）於2018年7月13日完工並全線通車。全線完工後中間原機車停車位將移至兩側，變成「古都版」的香榭麗舍大道，車道中間的步行空間、設置的林陰植栽及地下停車場通風塔突出物的藝術裝置美化可讓觀光客及市民休憩外，兩側走道也會設置露天咖啡座。

## 街道美術館
為軸帶景觀改造工程的一部分，由都發局規劃，將民族路至中正路間路段的崎零地打造公共藝術裝置，由杜昭賢女士擔任策展人，成為海安路街道美術館的原型，同時都發局並制定海安路商家使用人行道管理辦法。直至「府城軸帶」海安路景觀改造完工，擴大結合藝術家將海安路打造成街道美術館，已於2018年8月18日開放，由府前路至民族路沿線地上11組高5~6公尺的通風塔，個個變身為充滿通風及報時效果的藝術品，都發局則表示「開幕後有信心大家看到一定會驚豔」。現已成為中正商圈盛大活動舉辦地，活動期間皆能吸引上萬人潮，2020年結合河樂廣場後更是加大了活動範圍。

## 沿途地標及設施
- 一段：
  - 水萍塭公園
  - 南廠代天府保安宮
- 二段：
  - 台南市公共自行車-YouBike2.0海安府前
  - 海安街道美術館
  - 南台影城
  - 台南市公共自行車-YouBike2.0海安中正
  - 中正商圈
  - 海安路地下停車場
  - 台南市公共自行車-YouBike2.0海安正興
  - 五條港文化園區
  - 水仙宮
  - 台南市公共自行車-YouBike2.0海安民權
  - 水仙宮市場
  - 佛頭港碼頭遺址
  - 台南市公共自行車-YouBike2.0海安民族
- 三段：
  - 台南市公共自行車-YouBike2.0海安成功
  - 台南市公共自行車-YouBike2.0海安路三段32巷口
  - 拱乾門遺址
  - 連雅堂紀念公園
  - 和順公園
  - 台南市公共自行車-YouBike2.0和順公園
  - 花園夜市
  - 台南市公共自行車-YouBike2.0花園夜市
  - 台南市北區文元國民小學 （页面存档备份，存于）

## 分段
- 一段：永華路－中正路
- 二段：中正路－成功路
- 三段：成功路－中華北路

## 本路段客運
- 市區公車[4]

| 編號 | 路線                                                    | 本路段公車站       |
| ---- | ------------------------------------------------------- | ------------------ |
| 0左  | 臺南火車站（北站）－臺南火車站（北站） （逆時針循環線） | 花園夜市（海安路） |
| 0右  | 臺南火車站（南站）－臺南火車站（南站） （順時針循環線） | 花園夜市（海安路） |
| 11   | 大成路口－城西里                                        | 文元國小           |

- 雙層巴士[4]

| 編號   | 路線                                   | 本路段公車站 |
| ------ | -------------------------------------- | ------------ |
| 西環線 | 台南火車站（北站）－台南火車站（北站） | 神農街       |